# 受戒
受戒，佛教術語，是指信眾皈依佛教并從授戒師處接受佛教戒律，并受持戒律的宗教儀式。受戒之後如果心意清晰堅定，願意受持凈戒，則謂之得有戒體。和受戒相對應的是授戒，即阿阇梨（授戒師、和尚）爲受戒者教導、授予凈戒的儀式行為。

## 分類
佛教戒律可略分爲五戒、八關齋戒、十戒、沙彌戒、沙彌尼戒、式叉摩尼戒、比丘戒、比丘尼戒、優婆塞戒、優婆夷戒、菩薩戒等。

## 功德
受持禁戒在因地修行時有大功德，有止惡趣（趨）善、善護心念、長養慈悲心、利樂有情眾生、能生慚愧心、能迅速證果等等之利益。

## 除性障
受戒後非大事已畢，而是嚴持禁戒之開始。戒、定、慧，因持戒而生定，因定而發慧。持戒能斷貪、瞋、癡等煩惱，得解脫知見。菩薩在因地修行時，嚴持淨戒，身心俱調柔軟，煩惱俱斷。所以菩薩能行四攝法，以佈施、愛語、同事、利行，利樂有情眾生，攝受佛土
。

## 延伸閲讀
- Loori, John Daido. . Charles E. Tuttle. 1996. ISBN 0-585-06814-3. OCLC 42855782.

## 外部連結
- . Cheontae Order. 2 July 2008  [13 November 2009]. （原始内容存档于2011-07-25） （韩语）.